# 尾車部屋
尾車部屋（おぐるまべや）は、かつて存在した日本相撲協会所属の相撲部屋。

## 沿革

### 2～4代時代
1877年（明治10年）6月場所限りで引退した玉垣部屋所属の元幕内・勝山が年寄・尾車を襲名して尾車部屋を創設した。勝山（2代尾車文五郎）は、鳥取市湖山町新田の小松家の次男として天保12年（1841年）に生まれ、16歳で上京して玉垣部屋に入門、四股名「勝山芳蔵」として明治3年（1870年）西幕下十両、翌年入幕、最高位前頭5枚目まで進み、明治10年（1877年）に引退した。明治の横綱・大砲や大関・荒岩を育てた親方として名高く、明治31年（1898年）の3回忌には、三代目尾車文五郎（元大戸平廣吉）らにより、故郷に碑が建立された。また、三代目尾車は「国技館」の命名者としても知られる。
明治から大正初期にかけては大きな部屋だったものの、1916年に3代目の親方が亡くなったあとに部屋の後継者を巡る争いが起き、関脇・三杦磯たちの一派が離れた後は部屋は衰退した。その後4代目が1921年に二枚鑑札で部屋を再興し、幕内・白岩を擁して部屋は続いたものの、1940年（昭和15年）5月限りで部屋は閉鎖された。

### 8代時代

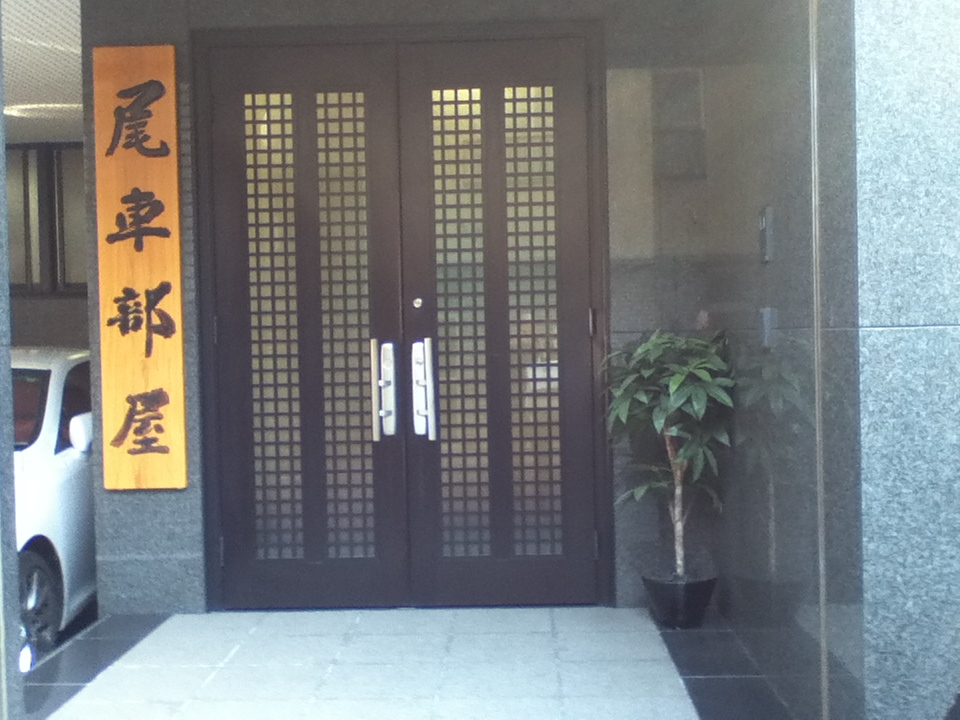
尾車部屋（2013年）

1985年（昭和60年）11月場所限りで引退して佐渡ヶ嶽部屋の部屋付き親方となっていた年寄・8代尾車（元大関・琴風）が、1987年3月23日付で5人の内弟子を連れて佐渡ヶ嶽部屋から分家独立して埼玉県草加市に尾車部屋を創設した（平成4年頃に東京都江東区清澄２丁目に移転）。
以降、関脇・豪風や関脇・嘉風など現在までに10人の関取を輩出している。師匠の現役時の四股名から取った「風」という字が付けられた力士が多い。2005年（平成17年）4月には閉鎖された押尾川部屋から17代押尾川（元大関・大麒麟）・11代不知火（元関脇・青葉城）および所属力士6人と床山1人を受け入れた。
2009年1月30日には所属力士である十両・若麒麟が大麻所持の容疑で逮捕され解雇となった。2011年4月には大相撲八百長問題に関連して十両・星風が解雇処分を受けた。
2014年1月21日には11代中村（元関脇・琴錦）が佐渡ヶ嶽部屋から移籍して部屋付き親方となった。11代中村は2016年1月に19代朝日山へ名跡変更し、同年6月1日に内弟子3人を連れて朝日山部屋を再興した。
8代尾車は2022年4月に停年を迎えるため、同年1月場所終了後に部屋を閉鎖することとした。これに伴い、部屋付きの22代押尾川（元関脇・豪風）は分家独立、同様に13代中村（元関脇・嘉風）も独立へ向けて準備を進める方針となっており、8代尾車は押尾川部屋、中村部屋の両方が2022年3月場所から始動できるよう調整を進めていた。
2022年1月27日、日本相撲協会は定例理事会を開き、尾車部屋の閉鎖を2月7日付で承認した。力士ら関係者は尾車部屋閉鎖に伴い、同日付で新設される押尾川部屋と二所ノ関部屋に分かれて移籍することになった。
なお、13代中村は中村部屋設立が遅れる見込みとなったため、二所ノ関部屋に移籍することになった。その後、2024年6月1日に二所ノ関部屋から独立する形で中村部屋を新設。同時点で二所ノ関部屋に所属している尾車部屋出身者は、麒麟龍（尾車部屋時代の四股名は竹岡）を除き全員が中村部屋へ転籍した。
尾車部屋所属協会員の移籍先一覧（氏名等は尾車部屋閉鎖時点のもの）
- 押尾川部屋（2022年2月7日付で新設）へ移籍
  - 年寄：22代押尾川、8代尾車
  - 力士：矢後、天風、飛燕力
  - 世話人：錦風
  - 床山：床豪
- 二所ノ関部屋へ移籍（太字は中村部屋新設時に再移籍）
  - 年寄：13代中村
  - 力士：友風、栄風[7]、藤川[8]、竜風[9]、竹岡[10]、西田[11]、宮城[12]、阿部[13]
  - 呼出：禄郎

## 師匠
- 8代：尾車浩一（おぐるま こういち、大関・琴風、三重）

## 力士
尾車部屋閉鎖時点で現役だった力士（下表※印）は尾車部屋在籍中の最高位を記した。

### 幕内
関脇
- 豪風旭（関脇・秋田）
- 嘉風雅継（関脇・大分）

前頭
- 友風想大※（前3・神奈川）二所ノ関部屋へ移籍後、中村部屋へ移籍[5]
- 若麒麟真一（前9・兵庫）－旧・押尾川部屋より移籍
- 矢後太規※（前10・北海道）押尾川部屋へ移籍[5]
- 若兎馬裕三（前11・東京）－旧・押尾川部屋より移籍
- 皇風俊司（前13・東京）
- 天風浩一※（前13・香川）押尾川部屋へ移籍[5]

### 十両
- 星風芳宏（十3・モンゴル）
- 富風悟（十8・愛知）
- 舞風昌宏（十10・青森）
- 政風基嗣（十12・長崎）